# Amtsgericht Zörbig

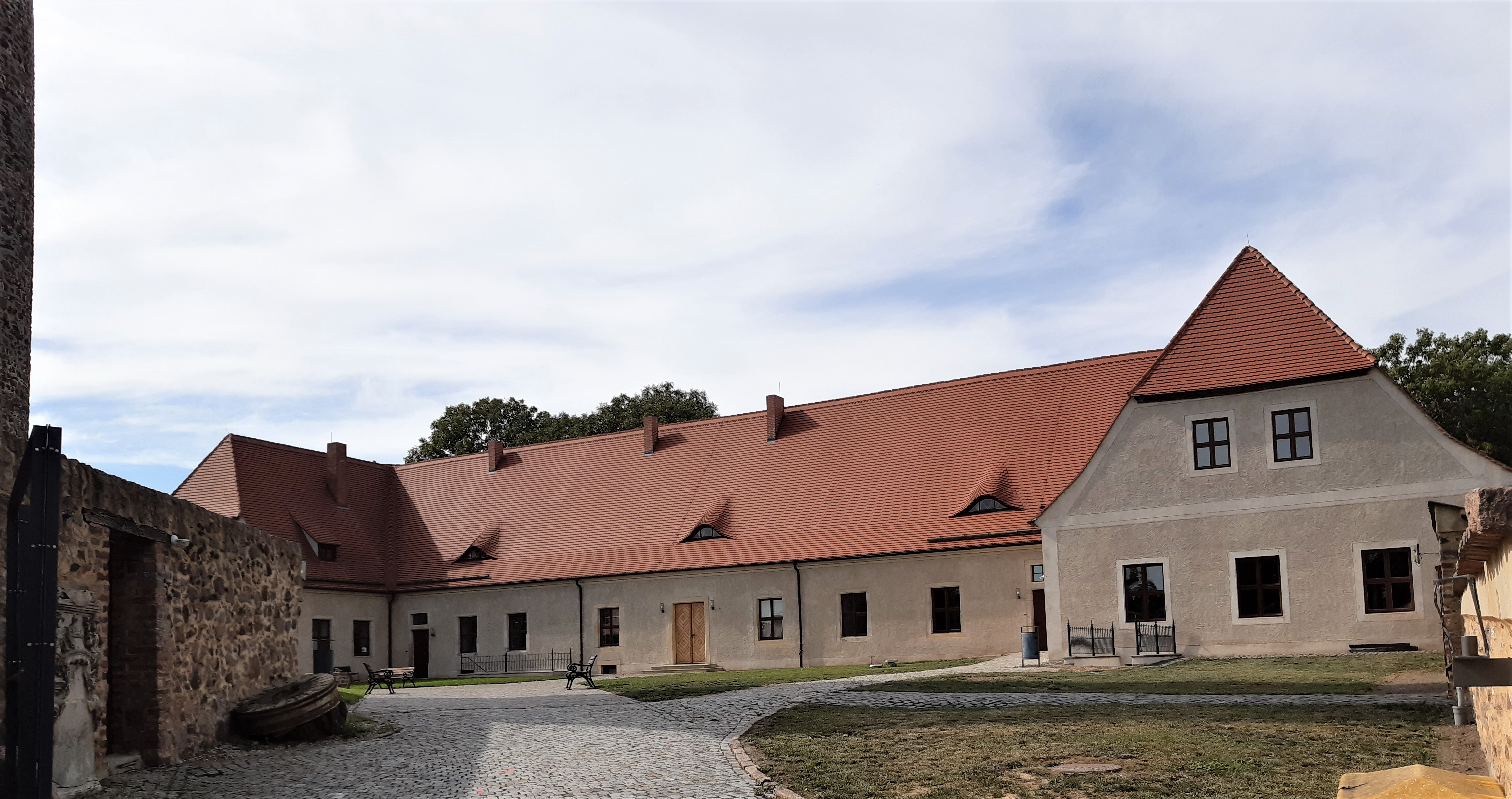
Hauptgebäude Schloss Zörbig, früher Sitz des Amtsgerichtes (2020)

Das Amtsgericht Zörbig war ein deutsches Amtsgericht mit Sitz in Zörbig.

## Geschichte
Von 1849 bis 1879 bestand in Zörbig die Gerichtskommission Zörbig des Kreisgerichts Delitzsch im Sprengel des Appellationsgerichtes Naumburg. Im Rahmen der Reichsjustizgesetze wurden 1879 reichsweit einheitlich Oberlandes-, Land- und Amtsgerichte gebildet. Das königlich preußische Amtsgericht Zörbig wurde mit Wirkung zum 1. Oktober 1879 als eines von 18 Amtsgerichten im Bezirk des Landgerichtes Halle im Bezirk des Oberlandesgerichtes Naumburg gebildet. Der Sitz des Gerichtes war die Stadt Zörbig. Sein Gerichtsbezirk umfasste aus dem Kreis Bitterfeld den Stadtbezirk Zörbig und die Amtsbezirke Göttnitz, Löberitz, Ostrau, Pösigk, Spören und Stumsdorf. 
Am Gericht bestand 1880 eine Richterstelle. Das Amtsgericht war damit ein kleines Amtsgericht im Landgerichtsbezirk.
Kriegsbedingt wurde das Amtsgericht 1943 aufgehoben und nach dem Zweiten Weltkrieg nicht mehr neu errichtet.

## Sitz
Das Amtsgericht Zörbig hatte seinen Sitz (wie vorher auch die Gerichtskommission Zörbig) im Schloss Zörbig.